# St. Lucia (Eversberg)

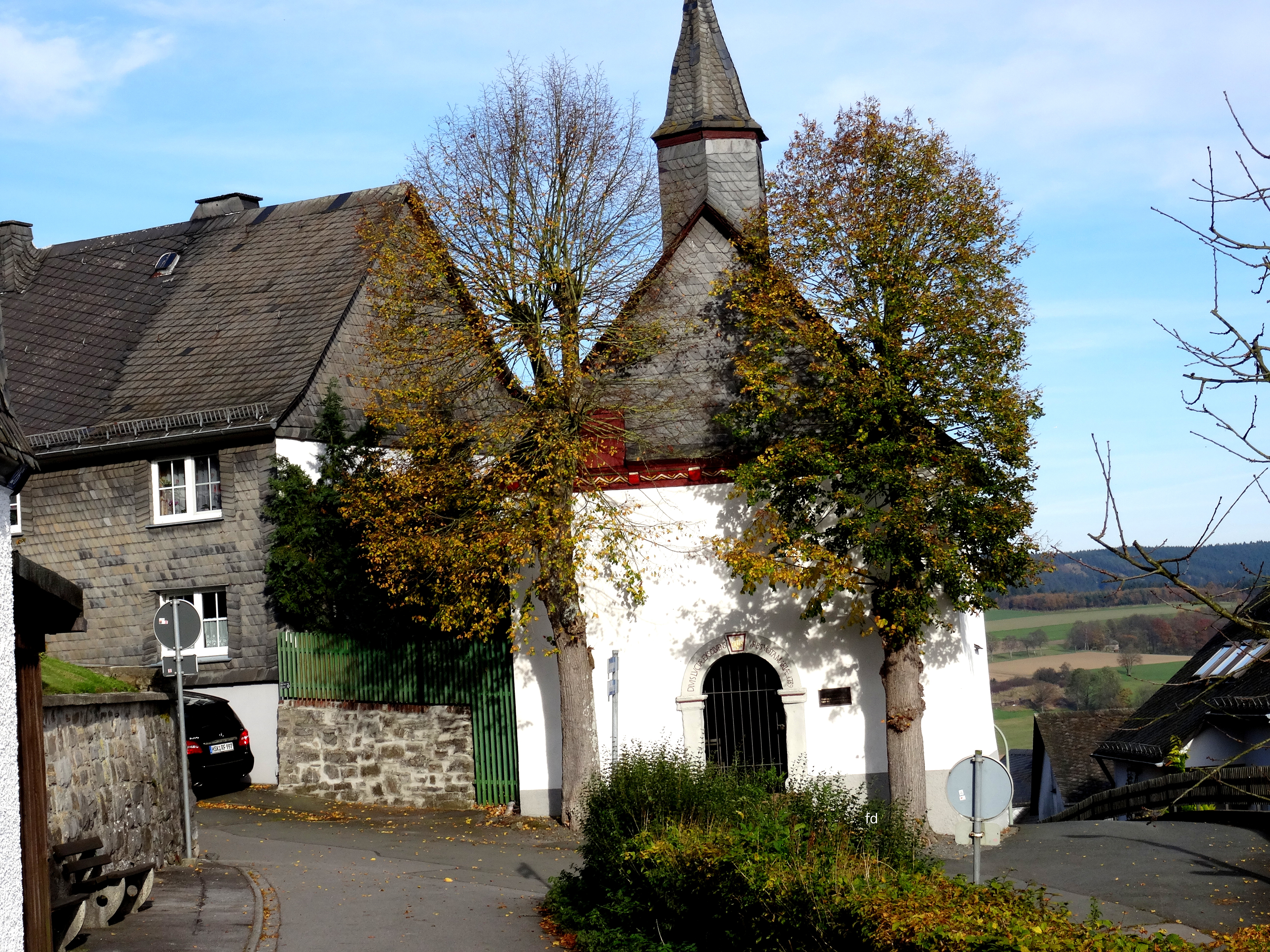
St. Lucia (Eversberg)

Die römisch-katholische, denkmalgeschützte Kapelle St. Lucia steht in Eversberg, einem Ortsteil der Kreisstadt Meschede im Hochsauerlandkreis von Nordrhein-Westfalen. Die Kapelle gehört zum Erzbistum Paderborn.

## Beschreibung
Die kleine verputzte Saalkirche mit einem 6/8-Schluss im Nordosten wurde 1739 erbaut. Der Giebel über ihrem rundbogigen Porta im Südwesten und der sechseckige Dachreiter, der sich aus ihrem Satteldach erhebt, sind verschiefert. Der Innenraum ist mit einem Kreuzrippengewölbe überspannt. Im zierlichen Altar steht die Skulptur von Maria zwischen denen von der heiligen Lucia und der Agatha.